# Barrierefreiheit in der Hochschullehre
Barrierefreiheit in der Hochschullehre erleichtert oder ermöglicht es Menschen mit Behinderungen, an Hochschulen zu lernen oder zu lehren. Es werden dabei verschiedene Aspekte der Barrierefreiheit speziell für den Hochschulbetrieb umgesetzt. Dies schließt die Einhaltung gesetzlicher Vorgaben ein, wie zum Beispiel das Behindertengleichstellungsgesetz (BGG) und die Barrierefreie-Informationstechnik-Verordnung (BITV 2.0), die sicherstellen, dass sowohl digitale als auch physische Lernumgebungen zugänglich gestaltet werden. Auch die UN-Behindertenrechtskonvention verpflichtet Hochschulen zur Förderung einer inklusiven Bildung. Dabei spielt die digitale Barrierefreiheit an Hochschulen eine immer bedeutsamere Rolle, da Lernplattformen, Online-Materialien und digitale Prüfungen zunehmend zum festen Bestandteil des Hochschulalltags gehören.

## Aspekte der Barrierefreiheit in der Hochschullehre

### Mobilitätseinschränkungen
Häufig wird bei Barrierefreiheit zunächst an physische Barrieren gedacht, die es Menschen in Rollstühlen oder Gehhilfen erschweren oder verunmöglichen, Zugang zu Orten, Räumen oder Gebäuden zu erlangen. Besonders an Hochschulen sind Hörsäle häufig nur unzureichend zugänglich, da die Sitzreihen gestuft sind (Theaterbestuhlung), Eingänge sich auf verschiedenen Ebenen des Gebäudes befinden und die Bänke und Sitzplätze fest installiert sind und keinen Platz für Rollstühle lassen. Diese Probleme müssen durch den Einbau von Rampen, die Ergänzung von höhenverstellbaren Tischen mit ausreichend Manövrierraum, Gebäudeorientierungsmaßnahmen und den Einbau von Aufzügen ausreichender Größe mit erreichbaren Kontrollknöpfen angegangen werden.

### Sehbehinderungen
Neben den offensichtlichen Problemen mit Wandtafeln in Hörsälen stehen hier die Lehrmaterialien im Vordergrund. Sind diese papierbasiert, so sind bis auf die wenigen in Brailleschrift vorhandenen Lehrbücher und Zeitschriften häufig nur zeitintensive Lösungen „auf Verlangen“ möglich. Handelt es sich dagegen um elektronische Lehrmittel, so ermöglichen Screenreader bei Einhaltung der Web Content Accessibility (WCAG)-Richtlinien den Zugang. Bei grafischen Inhalten erfordert dies allerdings die Erstellung von Alt-Text, was sich bei MINT-Inhalten als sehr kompliziert erweisen kann; hier, wie auch bei der Beschreibung von Formeln, kann Künstliche Intelligenz unterstützend sein. Elektronische Datenerfassung durch Sensoren eröffnet Möglichkeiten für blinde Studenten, in Laborkursen Messwerte aufzunehmen.

### Hörbehinderungen
Im Hörsaal sollten hier den Dozenten und dem Publikum Mikrofone zur Verfügung stehen, die mit induktiven Höranlagen verbunden sind; erstere sind häufig im Rahmen der Lehrtechnologie bereits für Aufzeichnungen vorhanden. Bei Videoaufzeichnungen von Vorlesungen sind Untertitel unerlässlich, welche heutzutage durch Künstliche Intelligenz in akzeptabler Qualität automatisch generiert und gegebenenfalls nachgebessert werden können.

### Neurodiversität
Im Kontext der Hochschullehre nimmt die Barrierefreiheit für neurodivergente Studierende, insbesondere mit Autismus-Spektrum-Störung (ASS), eine zunehmend wichtige Rolle ein. Innovative didaktische Ansätze (Neurodidaktik) umfassen die Entwicklung von Curricula und Lernumgebungen, die auf die spezifischen Bedürfnisse von Studierenden mit ASS zugeschnitten sind, und beinhalten Maßnahmen wie flexible Lernzeiten, reizarme Ruhezonen und den Einsatz von technischen Hilfsmitteln. Ziel ist es, durch Sensibilisierung und angepasste Lehrmethoden die Herausforderungen in der Lehre für neurodivergente Studierende zu mindern und deren akademische Erfolge zu fördern.

## Strategien
An vielen Hochschulen wird versucht, Universal Design (und hier im Speziellen Universal Design for Learning) umzusetzen. Bei elektronischen Lehrmitteln sind die Web Content Accessibility Guidelines von zentraler Bedeutung. Insbesondere die Digitale Barrierefreiheit ist für die Hochschullehre ein wichtiges strategisches Thema (diese steht bisweilen in scheinbarem Konflikt zu Multimedia-Prinzipien). Sie stellt sicher, dass Studierende und Lehrende unabhängig von ihren individuellen Fähigkeiten oder Einschränkungen, uneingeschränkten Zugang zu digitalen Bildungsressourcen haben.